# Đuro Matijašević
Đuro Matijašević ili Đuro Matijašević Mattei (Dubrovnik, 2. siječnja 1670. – Rim, 13. prosinca 1728.) je bio hrvatski bibliograf, leksikograf i pjesnik.

## Životopis
Đuro Matijašević je rođen u Dubrovniku 2. siječnja 1670. godine. 1695. postao je svećenik, a 1710., želeći se opravdati od optužbi dubrovačkoga nadbiskupa, otišao je u Rim, gdje je ostao do kraja života. Bio je aktivan član dubrovačke Akademije ispraznijeh, a ponajviše se bavio leksikografskim, uglavnom nedovršenim, poslovima (npr. izradbom latinsko-talijansko-hrvatskog rječnika) za koje je pravio izvatke iz djela starijih hrvatskih pisaca. Potkraj 17. stoljeća prikupio je prvu zbirku zapisa hrvatskih usmenoknjiževnih pjesama. Bio je najraniji poznati vlasnik jedinoga rukopisa, nastaloga najvjerojatnije sredinom 16. stoljeća, u kojem su se sačuvale komedije Marina Držića. Matijašević nije bio osobito značajan kao književnik – napisao je malen broj književnih tekstova, uglavnom didaktičnih i religioznih pjesama na hrvatskome – već se na druge načine istaknuo kao pokretač kulturnog života. Ostavio je i bogatu korespondenciju, koju je vodio s dubrovačkim prijateljima. Umro je u Rimu 13. prosinca 1728. godine.